# Georg Marco
Pour les articles homonymes, voir Marco.
Georg Marco est un joueur d'échecs et un journaliste autrichien né le 29 novembre 1863 à Czernowitz et mort le 29 août 1923 à Vienne. Il fut président de l'« Association internationale des Maîtres » qui préfigurait la Fédération internationale des échecs. Il dirigea la revue d'échecs Wiener Schachzeitung de 1898 à 1914 et remporta de nombreux tournois à Vienne.

## Carrière aux échecs
Georg Marco participa à de nombreux tournois à Vienne : il termina troisième du championnat de Vienne 1892. En 1892-1893, il remporta le tournoi d'hiver de Vienne puis finit deuxième (+10 =4) du même tournoi l'hiver suivant  1893–1894 (victoire de Jacques Schwarz). En 1895, il remporta le championnat de Vienne (devant Miksa Weiss, Carl Schlechter et Berthold Englisch). En 1896, Marco finit premier du tournoi de Vienne, puis troisième en 1897 (victoire de Schlechter). En 1897-1898, il remporta le tournoi de maîtres du Wiener Schachklub de Vienne (+5 =11). En 1903, il fut troisième du tournoi thématique de Vienne remporté par Tchigorine devant Marshall, suivi de Pillsbury, Maroczy, Mieses et Teichmann. 

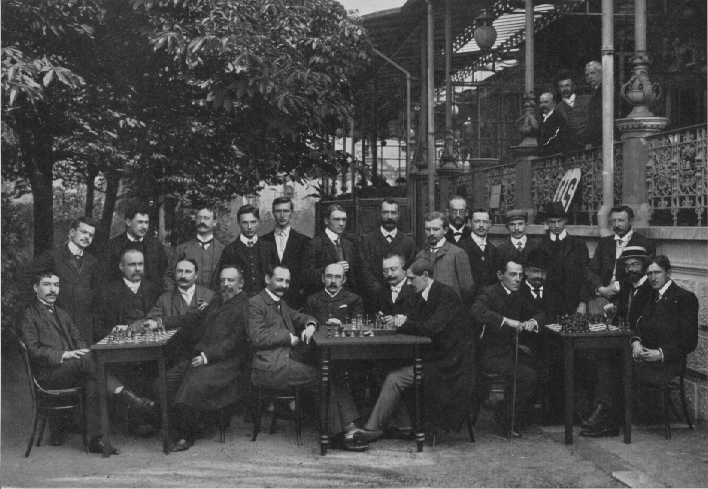
Tournoi d'échecs de Karlsbad de 1907 : (assis) Rubinstein, Marco, Fähndrich, Tschigorin, Schlechter, Hofter, Tietz, Maróczy, Janowski, Dr. Neustadtl, Drobny, Marshall, (debout) Niemzowitsch, Wolf, Mieses, Cohn, Johner, Leonhardt, Salwe, Vidmar, Berger, Spielmann, Dus-Chotimirski, Tartakower,Dr. Olland.

À l'étranger, Georg Marco disputa plusieurs tournois internationaux. Son palmarès comprend une quatrième place au septième congrès allemand de Dresde en 1892 (victoire de Tarrasch), puis Marco finit sixième-septième du neuvième congrès allemand de Leipzig en 1894. En 1895, il finit dix-septième ex æquo au tournoi international de Hastings avec 8,5 points sur 21. En 1899, il termina deuxième du tournoi mineur de Londres 1899 (+5 =6) remporté par Frank Marshall. En 1900, il finit cinquième (+7 –2 =6) du douzième congrès allemand de Munich remporté par Pillsbury, Maroczy et Schlechter. En 1904, à Cambridge-Springs, il finit quatrième du tournoi international remporté par Frank Marshall devant le champion du monde Emanuel Lasker.  En 1905, à Ostende, Marco termina cinquième ex æquo avec 14 points sur 26 du tournoi remporté par Maroczy devant Tarrasch, Janowski, Schlechter et Teichmann. En 1912, il finit troisième du tournoi de Stockholm.
Marco avait la réputation de jouer en prenant le moins de risque possible et en ayant toujours la nulle en poche. En match, il fit match nul contre Arthur Kaufmann en 1893 (+5 –5), contre Carl Schlechter en 1893 (dix parties nulles) et en 1894 (+4 –4 =3). Il battit Adolf Zinkl à Vienne en 1894, Miksa Weiss à Vienne en 1895 et Adolf Albin  en 1901 : 6 à 4 (+4 –2 =4).

## Publications
Éditeur du Wiener Schachzeitung, Georg Marco était connu pour son esprit et son humour  quand il annotait des parties.
Il a publié de nombreux livres de tournois : Vienne 1903 (tournoi thématique), Ostende 1906, Carlsbad 1907 (avec Schlechter), Vienne 1908 et Baden bei Wien 1914.